# Борку (пустиня)
Борку (на френски: Borkou, на арабски: منطقة بوركو)  е пустинна област в Централна Сахара, в северната част на Чад, заемаща североизточната част на Чадската котловина. На север е ограничена от планината Тибести, на изток – от платото Ерди, на югозапад – от падината Боделе, а на запад се слива с пясъчната пустиня Голям ерг Билма (част от обширната пустинна равнина Кавар). За разлика от пустинята Голям ерг Бирма, повърхността на Борку е много по-слабо опесъчена. Областта заема акумулативна равнина с надморска височина от 400 m на север и североизток до 200 m на юг и югозапад. Цялата пустинна област (особено нейната северна част) е заета от куестови ридове с надморска височина от 400 до 700 m. Оскъдната растителност е концентрирана в сухите речни долини (уади) и в понижените участъци (там се задържа малко повече влага) и е представена от малки горички от палми дум и акации, а в редките оазиси виреят финикова палма и фигови дървета. В централната част на Борку в малък оазис е разположен град Ларжо, административен център на чадската провинция Борку-Енеди-Тибести. Малобройното местно население се занимава с номадско животновъдство (кози, камили) и добив на сол.